# Cooley (Familienname)
Cooley ist ein englischer Familienname irischen Ursprungs.

## Namensträger
- Alex Cooley (1939–2015), US-amerikanischer Veranstalter von Rockkonzerten und Musikfestivals
- Alexander Cooley (* 1972), US-amerikanischer Politikwissenschaftler
- Andrew L. Cooley (1934–2015), US-amerikanischer Generalmajor
- Charles Cooley (1864–1929), US-amerikanischer Soziologe
- Chris Cooley (* 1982), US-amerikanischer Footballer
- Dennis Cooley (* 1944), kanadischer Dichter und Hochschullehrer
- Denton Cooley (1920–2016), US-amerikanischer Herzspezialist
- Devin Cooley (* 1997), US-amerikanischer Eishockeytorwart
- Earl Cooley (1880–1940), US-amerikanischer Politiker
- Gaye Cooley (* 1945), kanadischer Eishockeytorwart
- Grace Emily Cooley (1857–1916), US-amerikanische Botanikerin und Hochschullehrerin
- Hallam Cooley (1895–1971), US-amerikanischer Stummfilmschauspieler
- Harold D. Cooley (1897–1974), US-amerikanischer Politiker
- Harry H. Cooley (1893–1986), US-amerikanischer Farmer und Politiker
- Jack Cooley (Basketballspieler) (* 1991), US-amerikanischer Basketballspieler
- Jack Cooley (Musiker) (1920–nach 1956), US-amerikanischer Rhythm-&-Blues-Musiker
- James Cooley (1926–2016), US-amerikanischer Mathematiker
- John K. Cooley (1927–2008), US-amerikanischer Journalist und Autor
- John W. Cooley (* 1977), US-amerikanischer Ingenieur
- Josh Cooley (* 1979), US-amerikanischer Drehbuchautor, Synchronsprecher und Regisseur
- Logan Cooley (* 2004), US-amerikanischer Eishockeyspieler
- Lou Cooley, US-amerikanischer Scharfschütze des 19. Jahrhunderts
- Mason Cooley (* 1927), US-amerikanischer Aphoristiker
- Mike Cooley (1934–2020), irischer Ingenieur, Träger des Alternativen Nobelpreises
- Ryan Cooley (* 1988), kanadischer Fernsehschauspieler
- Robert A. Cooley (1873–1968), US-amerikanischer Acarologe und Entomologe
- Spade Cooley (1910–1969), US-amerikanischer Western-Swing-Musiker
- Stephen Cooley (* 1947), US-amerikanischer Ankläger
- Thomas Cooley (Sänger) (* 1970), US-amerikanischer Sänger (Tenor)
- Thomas Benton Cooley (1871–1945), US-amerikanischer Kinderarzt
- Thomas M. Cooley (1824–1898), US-amerikanischer Jurist
- Thomas R. Cooley (1893–1959), US-amerikanischer Admiral
- Wes Cooley (1932–2015), US-amerikanischer Politiker